# 종교적 폭력

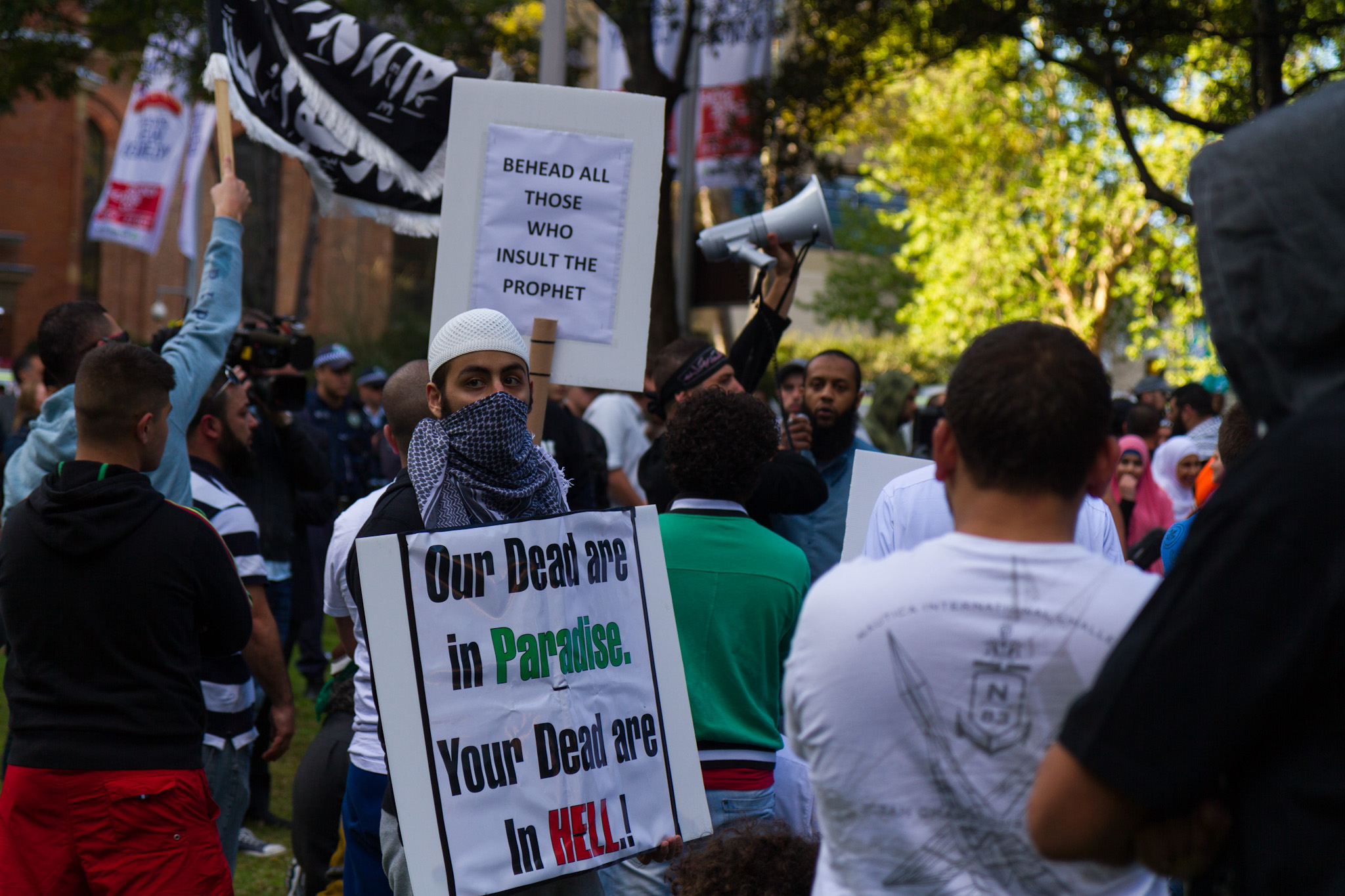
무슬림 시위대는 "선지자를 모욕 한 모든 사람들을 죽여라."와 "우리의 죽은 자들은 낙원에 있다. 당신의 죽은 자들은 지옥에 있다!"라는 표지판을 가지고있다.

종교적 폭력(Religious violence)은 폭력의 주제 및 목표가 종교와 연관이 있는 현상을 지칭하는 용어이며, 주로 종교의 계율, 교리, 경전의 내용이 발단이 되어 폭력이 발생한다. 또한 종교 기관 및 종교인 간의 폭력을 뜻하기도 하며, 종교 단체를 향한 세속 단체의 폭력 또한 종교적 폭력에 해당된다.
종교적 폭력은 전후 사정과 관련되어 매우 복잡한 양상을 가지며, 때때로 종교적 폭력이 문화적 발전에 일정 부분 기여하기도 한다. 종교적 폭력 현상에 대한 지나친 간략화는 종교적 폭력 현상에 대한 잘못된 이해를 불러일으키기도 하며, 일부만이 주도해 발생한 폭력 현상이 전체가 참가한 것으로 과장되기도 한다.
종교적 폭력으로 인한 갈등의 대표적인 사례로 이스라엘의 가자지구 폭격과 반시오니즘운동이 있다.

## 같이 보기
- 알카에다
- 반종교주의
- 보코 하람
- 백년 전쟁
- 이라크 레반트 이슬람 국가
- 종교 박해
- 종교전쟁
- 태평천국의 난
- 탈레반
- 마녀사냥
- 르네 지라르